# Бодельвиц
Бодельвиц (нем. Bodelwitz) — община в Германии, в земле Тюрингия. 
Входит в состав района Заале-Орла. Подчиняется управлению Оппург.  Население составляет 614 человек (на 31 декабря 2010 года). Занимает площадь 4,60 км².